# Lausanne, défilé du 8ème bataillon
Lausanne, défilé du 8ème bataillon è un cortometraggio del 1896 diretto da Constant Girel.
Catalogo Lumiere n. 316

## Trama
Svizzera, Losanna, piazza Saint-François: sfilata dell'8º Battaglione. Constant Girel documenta il passaggio dei militari, posizionando la cinepresa in una strada e inquadrando anche alcuni spettatori della sfilata.

## Produzione
L'uomo di spalle che viene a mettere un carrello pubblicitario "Sunlicht savon" di fronte alla sfilata, è François-Henri Lavanchy-Clarke